# Sebastián Regueiro
Marcelo Sebastián Regueiro Pintos (nacido el 13 de septiembre de 1989 en Montevideo) es un exfutbolista uruguayo que jugaba como extremo  Es sobrino del también futbolista Mario Regueiro.

## Trayectoria
Se formó en las categorías inferiores del Club Atlético Progreso, pasando al Club Atlético Cerro en sub-17, con albiceleste club salió campeón de la Liguilla Pre-Libertadores de América 2009 estuvo con el club hasta finales del 2009, al inicio del 2010 fue anunciado su cesión al Tanque Sisley salió campeón del Campeonato Uruguayo de Segunda División 2009-10, el 1 de agosto de 2010 fue anunciado como nuevo jugador del Huracán Fútbol Club, el 1 de septiembre de 2011 fue anunciado como nuevo jugador del Plaza Colonia, el 20 de enero de 2012 fue anunciado como nuevo jugador del  San Francisco FC estuvo con el club hasta el 2013, a inicio del 2014 fue anunciado como nuevo jugador IA Potencia, en dicho club durante un amistoso con Juventud Melilla de pretemporada sufrió rotura de ligamentos cruzados, y decidió no continuar su carrera deportiva.

## Clubes
| Club             | País    | Año         |
| ---------------- | ------- | ----------- |
| CA Cerro         | Uruguay | 2008 - 2009 |
| Tanque Sisley    | Uruguay | 2010        |
| Huracán FC       | Uruguay | 2010 - 2011 |
| Plaza Colonia    | Uruguay | 2011        |
| San Francisco FC | Panamá  | 2012 - 2013 |
| IA Potencia      | Uruguay | 2014        |

## Palmarés

### Títulos nacionales
| Título                    | Club          | País    | Año     |
| ------------------------- | ------------- | ------- | ------- |
| Liguilla Pre-Libertadores | CA Cerro      | Uruguay | 2009    |
| Segunda División          | Tanque Sisley | Uruguay | 2009-10 |